# Красносельская улица (Санкт-Петербург)
Красносе́льская у́лица — улица в Петроградском районе Санкт-Петербурга. Проходит от Большого проспекта Петроградской стороны до Малого проспекта Петроградской стороны.
В разные года на этой улице проживали архитекторы фон Витте О. О. и Гегелло А. И.. Также в 1906 году в доме номер 14 находилась редакция журнала «Русская охота»

## История
Первоначальное название 2-я улица известно с 1791 года. Она была одной из семи номерных улиц, расположенных перпендикулярно Большому проспекту Петроградской стороны.
Современное название Красносельская улица дано 20 января 1858 года по Красному Селу в ряду улиц Петербургской стороны, наименованных по населённым пунктам Санкт-Петербургской губернии.